# Institut d'État des relations internationales de Moscou
L’Institut d'État des relations internationales de Moscou auprès du ministère des Affaires étrangères de la fédération de Russie (en russe : Московский государственный институт международных отношений МИД России, ou plus simplement МГИМО) est une université russe renommée, spécialisée dans le domaine des relations internationales.
L’Institut est surnommé le « Harvard » et le « Georgetown » de Russie par Henry Kissinger, parce qu'il forme une grande partie de l'élite politique, économique et intellectuelle de la Russie. Selon Forbes Russie, c'est l'université qui a formé le plus grand nombre de membres de la liste Forbes[Quoi ?] et de représentants de l'élite politique.

## Classements
En Russie, MGIMO est l'école qui donne les meilleures perspectives de salaire à ses diplômés, au-dessus de toute autre université russe. Toutefois, ces chiffres ne prennent pas en compte les diplômes étrangers dont les salaires sont plus élevés.

Campus du MGIMO à Odintsovo (banlieue ouest de Moscou).

Le Global Go To Think Tank Index Report 2019 classe le MGIMO au 94e rang dans l'indice des meilleurs groupes de réflexion (think tanks) non américains. Il est au 8e rang dans la catégorie des groupes de réflexion affiliés à une université, au 33e rang des groupes de réflexion ayant l'impact le plus important sur les politiques publiques, au 16e rang des meilleurs groupes de réflexion en Europe centrale et orientale,.
En 2020, le MGIMO est classé 348e au classement général QS World University Rankings et 362e en 2022.

## Histoire
Le 14 octobre 1944 est généralement retenu comme date de création du MGIMO quand, par décret du Conseil des commissaires du peuple d'URSS (Sovnarkom), la faculté des relations internationales de l'université Lomonossov de Moscou est séparée de cette dernière et devient un établissement à part entière, sous la double tutelle du ministère des Affaires étrangères de l'URSS et de celui de l'Enseignement supérieur. Appelé à l'origine Institut des relations internationales (en russe : Институт международных отношений), ses 200 premiers étudiants sont des vétérans de la Seconde Guerre mondiale.

« Le MGIMO est l’alma mater de la majorité des diplomates soviétiques recrutés après la guerre. »

Le MGIMO a alors pour objet de former aux métiers liés à l'international les élites de l'URSS et, depuis 1946, de certains pays du Pacte de Varsovie, ainsi que de Cuba, de la Mongolie, de la Chine populaire avant la rupture des « relations fraternelles ».

« Le MGIMO recrute sur des critères d'excellence et délivre un enseignement en droit international, histoire, économie politique et relations internationales. Sans oublier les cours de marxisme-léninisme et surtout de langues. La spécificité du MGIMO réside sans doute dans l'apprentissage de ces dernières. »

Il y a initialement trois facultés au MGIMO : internationale, économique et juridique. En 1954, la faculté internationale est partagée en deux subdivisons, occidentale et orientale. Cette dernière est constituée par la fusion du MGIMO et de l'Institut d'études orientales de Moscou, créé en 1927 pour former diplomates et traducteurs, héritier de l'Institut Lazarev des langues orientales créé en 1815.
En 1958, l'Institut du commerce extérieur de Leningrad, créé en 1934 et ensuite transféré à Moscou, est également rattaché et fondu avec le MGIMO. Cela donne naissance à la Faculté des relations économiques internationales (commerce international). Enfin, en 1969, sont créées la Faculté du journalisme international et la Faculté du droit international.
À partir de 1969 le MGIMO compte ainsi quatre facultés :
- Faculté des relations internationales (diplomatie) (en russe : Факультет международных отношений, sigle « MO »)
- Faculté des relations économiques internationales (commerce international) (en russe : Факультет международных экономических отношений, sigle « МЭО »)
- Faculté du journalisme international (en russe : Факультет международной журналистики, sigle « МЖ »)
- Faculté du droit international (en russe : Международно-правовой факультет, sigle « МП »)

Cette organisation interne perdure jusqu'à la chute de l'URSS, en 1991. Les diplômés du MGIMO forment alors les corps diplomatique et consulaire de l'URSS et travaillent dans l'appareil et les centrales d'achats du ministère du Commerce extérieur, dans les rédactions des médias traitant des questions internationales, ainsi que dans les émanations du Comecon, de l'ONU et autres organisations internationales.
L'institut est surnommé le « Harvard de Russie » par Henry Kissinger, parce qu'il reçoit une grande partie des élites politiques, économiques et intellectuelles. Il constitue également le plus grand réseau russe de personnalités citées par Forbes et de représentants de l'élite politique selon Forbes Russie.

## Bâtiments
Entre 1944 et 1992, le MGIMO occupe un immeuble près de la station parc Gorki du métro de Moscou.
En 1980, seule la faculté internationale (diplomatique) et les services administratifs (le rectorat) restent dans le bâtiment historique. Les trois autres facultés sont graduellement transférées à partir de 1978 dans un nouveau complexe immobilier situé au sud-ouest de Moscou, entre les stations Avenue Vernadski et Sud-ouest de la ligne Sokolnitcheskaïa du métro de Moscou. Le MGIMO actuel est totalement transféré dans ces nouveaux locaux, le vieil édifice ayant été cédé à un autre établissement de formation post-universitaire du ministère des Affaires étrangères, l'Académie diplomatique.

## Période actuelle

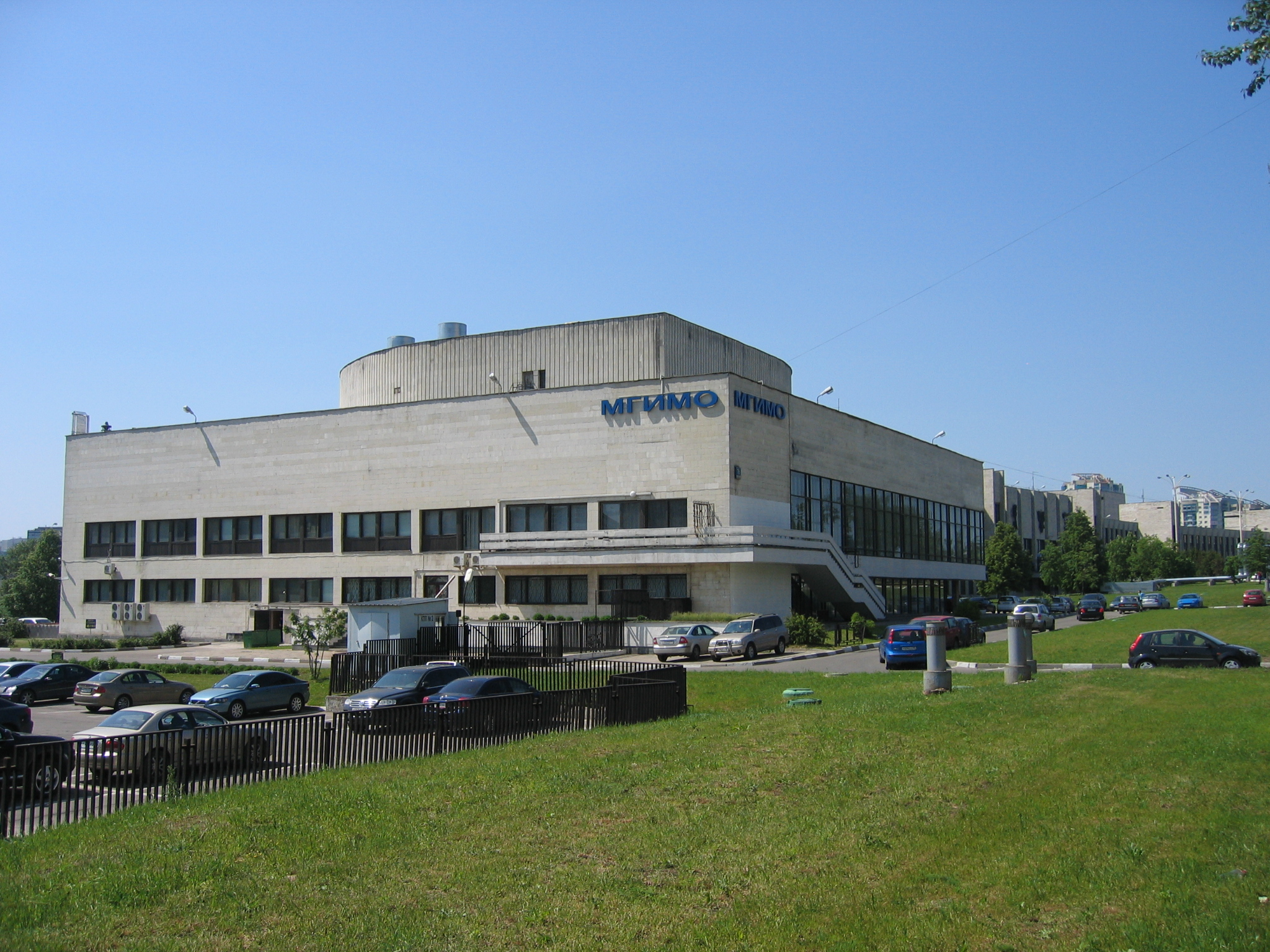
Le bâtiment du MGIMO depuis 1978.

En 1994, le MGIMO se voit attribuer le statut d'université d'État de la fédération de Russie et il reste sous la double tutelle du ministère des Affaires étrangères et du ministère de l'Enseignement supérieur de la fédération de Russie. C'est également un centre de recherche en relations internationales.
Le MGIMO compte huit facultés et quatre instituts spécialisés dans de nombreux domaines relatifs aux relations internationales (diplomatie, droit international, économie, sciences politiques, journalisme).
Anatoli Torkounov, ambassadeur de Russie, est recteur (président) de l'Institut d'État des relations internationales de Moscou, membre du conseil surveillance de la fondation des Vétérans de l’espionnage et de la diplomatie pour la renaissance morale de la patrie.
En 2013, l'université ouvre une licence en quatre ans pour les étudiants étrangers, enseignements dispensés en anglais.
L'établissement compte environ 7 000 étudiants et 1 200 conférenciers. L'admission des candidats est sélective : en 2012, le MGIMO a admis environ 5,5 % de candidats requérant une bourse de l'État et environ 7,7 % de candidats finançant eux-mêmes leurs études.

## Partenariats
En 1994, un master d'études internationales est mis en place entre l'IEP de Paris et le MGIMO, sous la direction d'Anne de Tinguy. Cette collaboration s'est prolongée en 2005, avec la mise en place d'un double master en Affaires internationales d'une durée de deux ans. La même année, l'ICN Business School (École supérieure de commerce de Nancy) et le MGIMO mettent en place un double diplôme en management international.
En 2015, un partenariat est mis en place avec HEC Paris pour permettre à ses étudiants de se spécialiser en politiques publiques ou affaires publiques en bénéficiant des enseignements de MGIMO ou de l'Université de Georgetown, à Washington D.C..

## Mécénat et bourses

### Fondation MGIMO
En 2007, Patokh Chodiev et deux autres anciens du MGIMO créent la « Fondation MGIMO » qu'ils financent chacun à hauteur de 125 millions de roubles, constituant ainsi le premier fonds de dotation russe. Celui-ci doit constituer une garantie de stabilité et de croissance pour l'université. Les trois fondateurs de la Fondation MGIMO sont désormais membres du conseil d'administration de l'université,,.

## Personnalités liées à l'établissement

### Étudiants

#### Politique, diplomatie
- Irina Bokova, directrice-générale de l'UNESCO
- Elene Khochtaria, membre du parlement de Géorgie
- Petar Mladenov, président de Bulgarie
- Kassym-Jomart Tokaïev (1975), président de la République du Kazakhstan
- Ilham Aliyev, président de l'Azerbaïdjan
- Alekseï Orlov, président de la République de Kalmoukie
- Kirsan Ilioumjinov, président de la République de Kalmoukie (region de Russie)
- Jan Videnov, premier ministre de Bulgarie
- Sergueï Lavrov, ministre des Affaires étrangères de la fédération de Russie
- Andreï Kozyrev, ministre des Affaires étrangères russe
- Grigol Vachadze, ministre des Affaires étrangères de Géorgie
- Ján Kubiš, ministre des Affaires étrangères de Slovaquie
- Sergueï Martynov, ministre des Affaires étrangères de Biélorussie
- Alexandre Saltanov, vice-ministre des Affaires étrangères
- Vladimir Medinski, ministre de la Culture russe
- Maroš Šefčovič, vice-président de la Commission Européenne
- Oleg Gordievsky, colonel du KGB. Chef de l'antenne du KGB à Londres, il fait défection pour le Royaume-Uni en juillet 1985. Il devient ainsi le transfuge le plus haut gradé du KGB
- Alexandre Iakovenko, politicien, vice-ministre des Affaires étrangères
- Sergueï Iastrjembski, conseiller de Vladimir Poutine
- Vitali Tchourkine, représentant permanent de la Russie à l'Organisation des Nations unies
- Andreï Brejnev, petit-fils du secrétaire général du PCUS Léonid Brejnev
- Sergueï Jirnov, espion russe, journaliste.
- Dmitri Jirnov, ambassadeur russe en Afghanistan.

#### Entreprises et économie
- Alicher Ousmanov, milliardaire, fondateur de Metalloinvest et CEO de Gazprominvestholding
- Vladimir Potanine, milliardaire et CEO de Norilsk Nickel, qui est aussi membre du Conseil d'administration du MGIMO[15]
- Alexandre Lebedev, milliardaire et homme politique
- Patokh Chodiev, milliardaire et homme d'affaires de nationalité belge et russe, fondateur de l'Eurasian Natural Resources Corporation
- Grigori Martchenko, économiste et président de la Banque nationale du Kazakhstan
- Felix Vulis, directeur-général de l'Eurasian Natural Resources Corporation
- Leyla Aliyeva, femme politique et femme d'affaires azerbaidjanaise, fille du président Ilham Aliyev
- Boris Titov, entrepreneur et homme politique, candidat à l'élection présidentielle russe de 2018

#### Journalisme
- Maria Zakharova, directrice de l'information et de la presse du ministère des Affaires étrangères de Russie
- Bilkisu Yusuf, journaliste nigériane active dans le mouvement #Bring Back our Girls
- Anastasia Babourova, assassinée le 19 janvier 2009 avec Stanislav Markelov
- Ksenia Sobtchak, personnalité de la télévision et de la radio russe, engagée en politique

#### Arts et littérature
- Vladimir Fédorovski, écrivain
- Andreï Gratchev, auteur, politologue, spécialiste des relations internationales et ancien porte-parole du président de l'URSS Mikhaïl Gorbatchev
- Lilia Chevtsova, soviétologue et kremlinologue
- Mikhaïl Lioubimov, romancier et ancien colonel du KGB

#### Cinéma
- Nadejda Mikhalkova, actrice de cinéma russe

Voir également : liste des anciens élèves du MGIMO (en) (page en anglais)

### Docteurshonoris causa
Parmi les Français, on compte :
- Nicolas Sarkozy[16], président de la République française
- Jacques Chirac[17], président de la République française
- Thierry de Montbrial[18], président de l'Institut français des relations internationales
- Daniel Rondeau[19], écrivain et diplomate